# Internationales Übereinkommen zur Regelung des Walfangs
Das Internationale Übereinkommen zur Regelung des Walfangs (englisch International Convention for the Regulation of Whaling) ist ein internationaler völkerrechtlicher Vertrag, welcher 1946 geschlossen wurde, um den Walfang zu regulieren. Es wurde am 2. Dezember 1946 von 42 Nationen in Washington, D.C. (USA) unterzeichnet und trat am 19. November 1948 in Kraft. Das Protokoll, in dem erstmals die genaue Definition eines Walfängers aufgeführt wurde, um sowohl Helikopter als auch Walfangschiffe zu erfassen, wurde am 19. November 1956 unterzeichnet. Die Konvention stellt eine Nachfolgerin des International Agreement for the Regulation of Whaling vom 8. Juni 1937 (London) dar; dessen Protokolle wurden am 24. Juni 1938 und am 26. November 1946 unterzeichnet.
Das Ziel der Konvention ist „die angemessene und wirksame Erhaltung und Erschließung der Walbestände“. Eine Gefährdung von Walarten durch eine übermäßige Bejagung durch den internationalen Walfang soll vermieden werden. Durch die Konvention sollte entsprechend ein System zur internationalen Regulation des Walfangs geschaffen werden, um den notwendigen Schutz und die Entwicklung der Walpopulationen zu ermöglichen. Als Hauptinstrument wurde die Internationale Walfangkommission (engl. International Whaling Commission, IWC) bestimmt, durch die regelmäßig die sich ändernden wirtschaftlichen, ökologischen und kommerziellen Interessen reflektiert und entsprechende Änderungen der Konvention durchgeführt werden.

## Fangbeschränkungen
Das Ziel, kommerziellen Walfang dauerhaft und ganz zu verbieten, wird bestritten, insbesondere von Norwegen und Japan, und ist Thema wiederkehrender Diskussionen.
Erlaubt im Rahmen der Fangbeschränkungen ist der Walfang jedoch für einige indigene Bevölkerungen zur Deckung des Eigenbedarfes (Stand Mai 2004):
- Die Inuit von Alaska und die Ureinwohner des autonomen Kreises der Tschuktschen im äußersten Nordosten Sibiriens dürfen 67 Grönlandwale pro Jahr anlanden
- Im östlichen Nordpazifik dürfen jährlich 140 Grauwale gefangen werden, und zwar „von denen, deren traditionelle, eingeborene und Verpflegungsbedürfnisse anerkannt sind“
- Die Inuit von Grönland dürfen 19 Finnwale und 187 Zwergwale pro Jahr fangen
- Der Bevölkerung von Bequia (St. Vincent und die Grenadinen, Karibik) werden jährlich 4 Buckelwale zugestanden

Seit 1986 gibt es darüber hinaus Sondergenehmigungen für den Fang von Walen zu wissenschaftlichen und traditionellen Zwecken. Zu wissenschaftlichen Zwecken hat insbesondere Japan, aber auch Island (bis 2006), und (bis 1994) Norwegen Gebrauch gemacht. Island und Norwegen erkennen das Verbot heute nicht mehr an und betreiben einen offenen kommerziellen Walfang. Grönland ist der Walfang aus traditionellen Zwecken erlaubt. Seit Jahren steigt die Zahl der getöteten Wale an, lag zuletzt (2004) bei 780 im Jahr, was von Umweltschützern als Missbrauch des Instruments der wissenschaftlichen Genehmigungen angesehen wird, sowie als Beleg dafür, dass die Konvention heute noch relativ „zahnlos“ sei.

## Unterzeichner

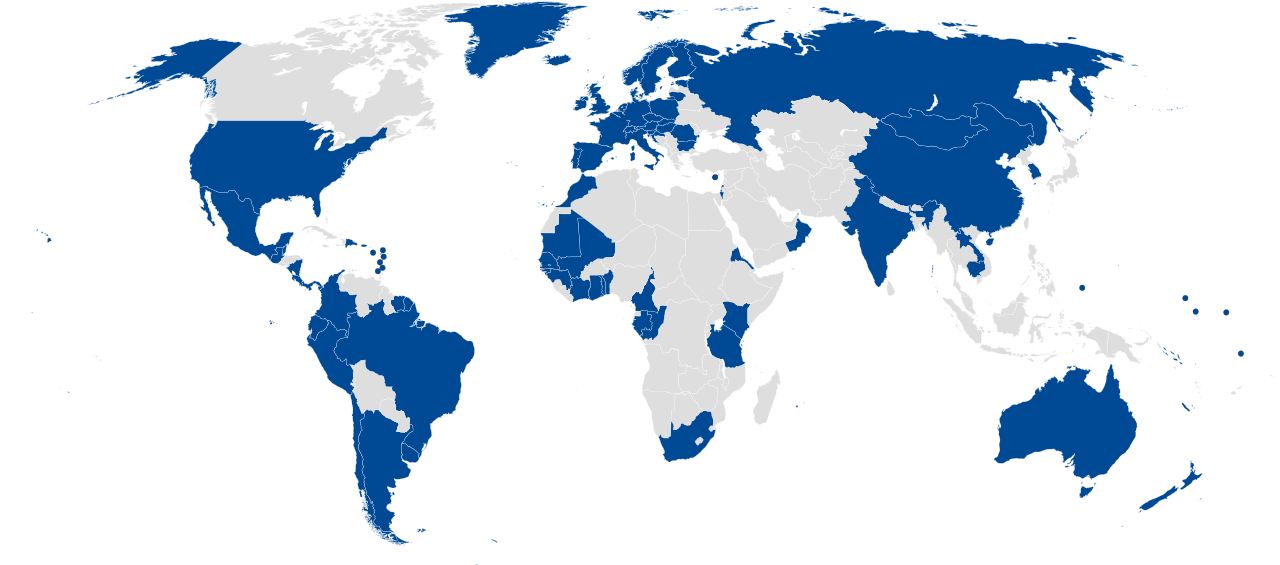
Unterzeichner des Übereinkommens

| Unterzeichnerstaaten *angegeben ist das Jahr, in dem der Vertrag für das jeweilige Land wirksam wurde | Unterzeichnerstaaten *angegeben ist das Jahr, in dem der Vertrag für das jeweilige Land wirksam wurde | Unterzeichnerstaaten *angegeben ist das Jahr, in dem der Vertrag für das jeweilige Land wirksam wurde | Unterzeichnerstaaten *angegeben ist das Jahr, in dem der Vertrag für das jeweilige Land wirksam wurde |
| --- | --- | --- | --- |
| 1948                                                                                                  | Australien                                                                                            | 1993                                                                                                  | Grenada                                                                                               |
| 1948                                                                                                  | Frankreich                                                                                            | 1993                                                                                                  | Salomonen                                                                                             |
| 1948                                                                                                  | Norwegen                                                                                              | 1994                                                                                                  | Österreich                                                                                            |
| 1948                                                                                                  | Sowjetunion                                                                                           | 1998                                                                                                  | Italien                                                                                               |
| 1948                                                                                                  | Südafrika                                                                                             | 2000                                                                                                  | Guinea                                                                                                |
| 1948                                                                                                  | Vereinigtes Königreich                                                                                | 2001                                                                                                  | Marokko                                                                                               |
| 1948                                                                                                  | Vereinigte Staaten                                                                                    | 2001                                                                                                  | Panama                                                                                                |
| 1949                                                                                                  | Mexiko                                                                                                | 2002                                                                                                  | Benin                                                                                                 |
| 1950                                                                                                  | Dänemark                                                                                              | 2002                                                                                                  | Gabun                                                                                                 |
| 1951                                                                                                  | Japan                                                                                                 | 2002                                                                                                  | Island                                                                                                |
| 1960                                                                                                  | Argentinien                                                                                           | 2002                                                                                                  | Mongolei                                                                                              |
| 1974                                                                                                  | Brasilien                                                                                             | 2002                                                                                                  | Portugal                                                                                              |
| 1976                                                                                                  | Neuseeland                                                                                            | 2002                                                                                                  | Palau                                                                                                 |
| 1977                                                                                                  | Niederlande                                                                                           | 2002                                                                                                  | San Marino                                                                                            |
| 1978                                                                                                  | Südkorea                                                                                              | 2003                                                                                                  | Belize                                                                                                |
| 1979                                                                                                  | Chile                                                                                                 | 2003                                                                                                  | Mauretanien                                                                                           |
| 1979                                                                                                  | Peru                                                                                                  | 2003                                                                                                  | Nicaragua                                                                                             |
| 1979                                                                                                  | Spanien                                                                                               | 2004                                                                                                  | Belgien                                                                                               |
| 1979                                                                                                  | Schweden                                                                                              | 2004                                                                                                  | Elfenbeinküste                                                                                        |
| 1980                                                                                                  | Oman                                                                                                  | 2004                                                                                                  | Ungarn                                                                                                |
| 1980                                                                                                  | Volksrepublik China                                                                                   | 2004                                                                                                  | Kiribati                                                                                              |
| 1980                                                                                                  | Schweiz                                                                                               | 2004                                                                                                  | Mali                                                                                                  |
| 1981                                                                                                  | Costa Rica                                                                                            | 2004                                                                                                  | Suriname                                                                                              |
| 1981                                                                                                  | Indien                                                                                                | 2004                                                                                                  | Tuvalu                                                                                                |
| 1981                                                                                                  | Kenia                                                                                                 | 2005                                                                                                  | Kamerun                                                                                               |
| 1981                                                                                                  | St. Lucia                                                                                             | 2005                                                                                                  | Tschechien                                                                                            |
| 1981                                                                                                  | St. Vincent und die Grenadinen                                                                        | 2005                                                                                                  | Luxemburg                                                                                             |
| 1982                                                                                                  | Antigua und Barbuda                                                                                   | 2005                                                                                                  | Nauru                                                                                                 |
| 1982                                                                                                  | Deutschland                                                                                           | 2005                                                                                                  | Slowakei                                                                                              |
| 1982                                                                                                  | Monaco                                                                                                | 2005                                                                                                  | Gambia                                                                                                |
| 1982                                                                                                  | Senegal                                                                                               | 2005                                                                                                  | Togo                                                                                                  |
| 1983                                                                                                  | Finnland                                                                                              | 2006                                                                                                  | Kambodscha                                                                                            |
| 1985                                                                                                  | Irland                                                                                                | 2006                                                                                                  | Guatemala                                                                                             |
| 1992                                                                                                  | Dominica                                                                                              | 2006                                                                                                  | Israel                                                                                                |
| 1992                                                                                                  | St. Kitts und Nevis                                                                                   | 2006                                                                                                  | Marshallinseln                                                                                        |

## Internationale Walfangkommission
Das Sekretariat der Kommission hat seinen Sitz in Impington nördlich von Cambridge. Die Kommission besteht aus den Repräsentanten (Kommissare) der derzeit 88 Unterzeichnerstaaten. Diese wählen aus ihren Reihen einen Vorsitzenden und einen Vizevorsitzenden. Bis 2012 bekleideten die Gewählten ihr Amt je drei Jahre lang. Seither bleiben der Vorsitzende und der stellvertretende Vorsitzende in der Regel insgesamt vier Jahre im Amt, die ersten zwei Jahre als stellvertretender Vorsitzender und dann zwei weitere Jahre als Vorsitzender.
Die Kommission hat unter anderem die Aufgabe, Fangquoten für Wale in den Weltmeeren festzulegen. Auch werden von der IWC Schutzzonen definiert, in denen Walfang untersagt ist.

### Konferenzen der IWC
Die Mitglieder der Internationalen Walfangkommission treffen sich seit 1949 jährlich. Im Jahr 2012 beschloss die Kommission, von jährlichen zu zweijährlichen Kommissionssitzungen überzugehen. Der Wissenschaftliche Ausschuss tagt weiterhin jährlich. Jede Tagung dauert etwa zwei Wochen. In den Jahren, in denen beide Sitzungen stattfinden, liegen mindestens 100 Tage zwischen den beiden Sitzungen, um den Kommissionsmitgliedern Zeit zu geben, die Berichte des Wissenschaftlichen Ausschusses vor der Kommissionssitzung zu lesen und zu verarbeiten.
An der Tagung des Wissenschaftlichen Ausschusses nehmen bis zu 200 Wissenschaftler teil, an der Tagung der Kommission rund 400 Personen, darunter Regierungsdelegierte, Beobachter von Nichtmitgliedsregierungen, andere zwischenstaatliche Organisationen, Nichtregierungsorganisationen (NRO) und Medienvertreter. Die Öffentlichkeit kann die Plenarsitzungen auf dem YouTube-Kanal der IWC verfolgen.

#### 2006
Die 58. Jahrestagung der Kommission fand vom 16. bis 20. Juni 2006 auf der Karibikinsel St. Kitts und Nevis statt.

#### 2007
Die 59. Tagung fand vom 4. bis 31. Mai 2007 in Anchorage (Alaska) statt und wurde begleitet von wissenschaftlichen Veranstaltungen zu Krankheiten der Meeressäugetiere.
Dabei setzten sich die Walfanggegner mit 37:4 Stimmen durch und bestätigten das seit 1986 bestehende Verbot der kommerziellen Jagd. Japan droht mit seinem Austritt aus der Kommission. Island und Norwegen erkennen weiterhin das Verbot nicht an.

#### 2010
Die 62. Jahrestagung fand vom 21. bis 25. Juni 2010 in Agadir statt. Es kam ein Vorschlag zur Abstimmung, wonach Japan, Island und Norwegen der Walfang mit festen Quoten für zehn Jahre erlaubt werden sollte. Der Vorschlag wurde jedoch abgelehnt.

#### 2018
Die Jahrestagung 2018 fand in Florianópolis, Brasilien statt. Erstmals hat mit Joji Morishita ein Japaner den Vorsitz der Kommission. Japan reichte im Vorfeld eine Reihe von Anträgen ein, unter anderem wollte das Land die Abstimmungsregeln der Kommission ändern. Zudem wollte Japan das Walfangmoratorium kippen und Fangquoten für eine „nachhaltige Jagd“ auf Wale festlegen. Brasilien beantragte dagegen, ein großes Schutzgebiet für Wale im Südatlantik einzurichten. In seiner Eröffnungsansprache forderte Brasiliens Umweltminister Edson Duarte den Umbau der Organisation zu einer Walschutzkommission. Neuer Kommissionspräsident wird Andrej Bibić, Slowenien.

#### 2020
Die Jahrestagung 2020 fiel infolge der Covid-19-Pandemie aus.

#### 2022
Die 68. Tagung der Internationalen Walfangkommission (IWC) fand im Oktober 2022 in Portorož, Slowenien, statt. An der Tagung nahmen 57 von 88 Vertragsregierungen, eine Nicht-Mitgliedsregierung, drei zwischenstaatliche Organisationen und 25 Nichtregierungsorganisationen teil. Über einen von Argentinien, Brasilien und Uruguay erneut eingebrachten Vorschlag zur Einrichtung eines Walschutzgebiets im Südatlantik konnte nicht abgestimmt werden, da einige Delegationen den Raum verließen und das notwendige Quorum nicht mehr erreicht wurde. Hingegen wurde eine Resolution über die Plastikverschmutzung der Meere (Resolution on Marine Plastic Pollution) angenommen. Neuer Kommissionspräsident wird Amadou Télivel Diallo, Guinea

#### 2024
Die 69. Tagung ist vom 23. bis 27. September 2024 in Lima, Peru geplant.